# Stegopterna mutata
Stegopterna mutata är en tvåvingeart som först beskrevs av Malloch 1914.  Stegopterna mutata ingår i släktet Stegopterna och familjen knott. Inga underarter finns listade i Catalogue of Life.